# Seznam svatořečení a blahořečení papežem Benediktem XVI.

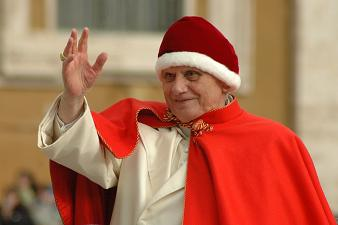
Papež Benedikt XVI. (2008)

Toto je seznam svatořečených a blahořečených osobností a také osob prohlášených za ctihodné papežem Benediktem XVI.

## 2005

### Prohlášení za ctihodné
1. Šimon z Lipnice – 19. 12.
2. Camilla Battista da Varano – 19. 12.
3. Carlo Bascapè – 19. 12.
4. Massimo Rinaldi – 19. 12.
5. Paul Joseph Nardini – 19. 12.
6. Eustachius Kugler – 19. 12.
7. Isabella de Rosis – 19. 12.
8. Josefa Segovia Morón – 19. 12.

### Blahořečení
1. Marianne Cope – 14. 5. – bazilika svatého Petra (Vatikán)
2. María Ascensión Nicol Goñi – 14. 5. – bazilika svatého Petra (Vatikán)
3. Władysław Findysz – 19. 6. – Pilsudského náměstí, Varšava (Polsko)
4. Ignacy Kłopotowski – 19. 6. – Pilsudského náměstí, Varšava (Polsko)
5. Bronisław Markiewicz – 19. 6. – Pilsudského náměstí, Varšava (Polsko)
6. Clemens August von Galen – 9. 10. – bazilika svatého Petra (Vatikán)
7. Maria dels Àngels Ginard Martí – 29. 10. – bazilika svatého Petra (Vatikán)
8. Josep Tàpies Sirvant a 6 společníků – 29. 10. – bazilika svatého Petra (Vatikán)
9. Eurosia Fabris Barban – 6. 11. – katedrála Zvěstování Panny Marie, Vicenza (Itálie)
10. Maria Crocifissa Curcio – 13. 11. – bazilika svatého Petra (Vatikán)
11. Karel de Foucauld – 13. 11. – bazilika svatého Petra (Vatikán)
12. Maria Pia Mastena – 13. 11. – bazilika svatého Petra (Vatikán)
13. Anacleto González Flores a 7 společníků – 20. 11. – Stadio Jalisco, Guadalajara (Mexiko)
14. José Trinidad Rangel Montaño a 2 společníci – 20. 11. – Stadio Jalisco, Guadalajara (Mexiko)
15. Darío Acosta Zurita – 20. 11. – Stadio Jalisco, Guadalajara (Mexiko)
16. José Sánchez del Río – 20. 11. – Stadio Jalisco, Guadalajara (Mexiko)

### Svatořečení
1. Felix z Nicosie – 23. 10. – Svatopetrské náměstí (Vatikán)
2. Józef Bilczewski – 23. 10. – Svatopetrské náměstí (Vatikán)
3. Gaetano Catanoso – 23. 10. – Svatopetrské náměstí (Vatikán)
4. Zygmunt Gorazdowski – 23. 10. – Svatopetrské náměstí (Vatikán)
5. Alberto Hurtado Cruchaga – 23. 10. – Svatopetrské náměstí (Vatikán)

## 2006

### Prohlášení za ctihodné
1. Ciriaco Sancha y Hervás – 28. 4.
2. Vincenza Maria Poloni – 28. 4.
3. Maria Matilde Bucchi – 28. 4.
4. Esperança González Puig – 28. 4.
5. Caterina Coromina Agustí – 28. 4.
6. Dolores Márquez Romero – 28. 4.
7. Maria Rosa Flesch – 28. 4.
8. Giuseppina Nicoli – 28. 4.
9. Marco Morelli, – 26. 6.
10. Francesco Pianzola – 26. 6.
11. Antonio Rosmini Serbati – 26. 6.
12. Marguerite Celine Claret de La Touche – 26. 6.
13. Isabel Lete Landa – 26. 6.
14. Wanda Malczewska – 26. 6.
15. Hieronymus Jaegen – 26. 6.
16. Margherita Occhiena – 15. 11.
17. Mamerto Esquiú – 16. 12.
18. Salvatore Micalizzi – 16. 12.
19. José Olallo Valdés – 16. 12.
20. Kaszap István – 16. 12.

### Blahořečení
1. Elia Fracasso od svatého Klementa – 18. 3. – katedrála svatého Sabina, Bari (Itálie)
2. Luigi Biraghi – 30. 4. – Piazza del Duomo, Milán (Itálie)
3. Luigi Monza – 30. 4. – Piazza del Duomo, Milán (Itálie)
4. Augustine Thevarparampil – 30. 4. – náměstí farního kostela svatého Augustina, Ramapuram (Indie)
5. Maria Teresa Tauscher – 13. 5. – katedrála svatého Kryštofa, Roermond (Německo)
6. Maria Grazia Tarallo – 14. 5. – katedrála svatého Junária, Neapol (Itálie)
7. Rita Amada Lopes de Almeida – 14. 5. – náměstí katedrály Panny Marie, Viseu (Portugalsko)
8. Eustáquio van Lieshout – 15. 6. – Stadium Magalhães Pinto, Minas Gerais (Brazílie)
9. Mosè Tovini – 17. 9. – katedrála Nanebevzetí Panny Marie, Brescia (Itálie)
10. Sára Salkaházi – 17. 9. – náměstí baziliky svatého Štěpána, Budapešť (Maďarsko)
11. Maria Teresa Scrilli – 8. 10. – Anfiteatro Romano, Fiesole (Itálie)
12. Margarita María López de Maturana Ortiz de Zárate – 22. 10. – katedrála svatého Jakuba, Bilbao (Španělsko)
13. Paul Josef Nardini – 22. 10. – katedrála Panny Marie a svatého Štěpána, Špýr (Německo)
14. Mariano de la Mata Aparício – 5. 11. – katedrála Nanebevzetí Panny Marie a svatého Pavla, São Paulo (Brazílie)
15. Euphrasia Eluvathingal – 3. 12. – náměstí farního kostela svatého Antonína, Ollur (Indie)

### Svatořečení
1. Théodore Guerin – 15. 10. – Svatopetrské náměstí (Vatikán)
2. Rafael Guízar Valencia – 15. 10. – Svatopetrské náměstí (Vatikán)
3. Filippo Smaldone – 15. 10. – Svatopetrské náměstí (Vatikán)
4. Rosa Venerini – 15. 10. – Svatopetrské náměstí (Vatikán)

## 2007

### Prohlášení za ctihodné
1. Giovanni Battista Arista – 1. 6.
2. Jean-Joseph Lataste – 1. 6.
3. Francesco Maria Perez – 1. 6.
4. Luigia Lavizzari – 1. 6.
5. Maria Fidelis Weiss – 1. 6.
6. Armida Barelli – 1. 6.
7. Cleonilde Guerra – 1. 6.
8. Marcantonio Barbarigo – 6. 7.
9. Luca Passi – 6. 7.
10. Ignacia del Espiritu Santo Juco – 6. 7.
11. Leopoldina Naudet – 6. 7.
12. Emmanuela Giovanna Scribano – 6. 7.
13. Emilie Schneider – 6. 7.
14. Jérôme Le Royer de la Dauversière – 6. 7.
15. Hildegard Burjan – 6. 7.
16. Francesco Mottola – 17. 12.
17. Serafino Morazzone – 17. 12.
18. Raphaël Louis Rafiringa – 17. 12.
19. Esţfān Nehmé – 17. 12.
20. Ana Marija Marović – 17. 12.
21. Maria Pierina de Micheli – 17. 12.
22. Manuel Lozano Garrido – 17. 12.
23. Antonietta Meo – 17. 12.

### Blahořečení
1. Luigi Boccardo – 14. 4. – kostel Svaté Tváře, Turín (Itálie)
2. Maria Maddalena Starace – 15. 4. – konkatedrála Nanebevzetí Panny Marie a svatého Catella, Castellamare di Stabia (Itálie)
3. Francesco Spoto – 21. 4. – katedrála Nanebevzetí Panny Marie, Palermo (Itálie)
4. Maria Rosa Pellesi – 29. 4. – katedrála svaté Kolumby, Rimini (Itálie)
5. María del Carmen González Ramos – 6. 5. – Antequera Fairground, Málaga (Španělsko)
6. Carlo Liviero – 27. 5. – náměstí katedrály svatého Florida a Amanzia, Città di Castello (Itálie)
7. Basile Moreau – 15. 9. – Centre Antares, Le Mans (Francie)
8. Marie-Céline Castang – 16. 9. – katedrála Saint-André, Bordeaux (Francie)
9. Stanisław Papczyński  – 16. 9. – svatyně Panny Marie Bolestné, Licheń Stary (Polsko)
10. Maria Luiza Merkert – 30. 9. – katedrála svatého Jakuba a svaté Anežky, Nysa (Polsko)
11. Albertina Berkenbrock – 20. 10. – náměstí katedrály Nossa Senhora da Piedade, Tubarão (Brazílie)
12. Manuel Gómez González – 21. 10. – Municipal Exposition Park, Frederico Westphalen (Brazílie)
13. Adílio Daronch – 21. 10. – Municipal Exposition Park, Frederico Westphalen (Brazílie)
14. Franz Jägerstätter – 26. 10. – katedrála Neposkvrněného početí Panny Marie, Linec (Rakousko)
15. Celina Borzęcka – 27. 10. – Lateránská bazilika, Řím (Itálie)
16. 498 mučedníků španělské občanské války – 28. 10. – Svatopetrské náměstí (Vatikán)
17. Ceferino Namuncurá – 11. 11. – Ceferino Namuncurá Park v Chimpay, Río Negro (Argentina)
18. Antonio Rosmini – 18. 11. – Sportovní hala v Novaře, Novara (Itálie)
19. Lindalva Justo de Oliveira – 2. 12. – Stadium Barradão, São Salvador de Bahia (Itálie)

### Svatořečení
1. Antônio Galvão de França – 11. 5. – letiště Campo do Marte, São Paulo (Brazílie)
2. Šimon z Lipnice – 3. 6. – Svatopetrské náměstí (Vatikán)
3. Charles Houben – 3. 6. – Svatopetrské náměstí (Vatikán)
4. Marie-Eugenie Milleret de Brou – 15. 10. – Svatopetrské náměstí (Vatikán)
5. Ġorġ Preca – 15. 10. – Svatopetrské náměstí (Vatikán)

## 2008

### Prohlášení za ctihodné
1. Aurelio Bacciarini – 15. 3.
2. Michael J. McGivney – 15. 3.
3. Joaquim Alves Brás – 15. 3.
4. Giocondo Pio Lorgna – 15. 3.
5. Michelangelo z Marigliana – 15. 3.
6. Mariano z Turína – 15. 3.
7. Francisco od Ukřižování – 15. 3.
8. Clemente Vismara – 15. 3.
9. Gemma Giannini – 15. 3.
10. Tarsilla Osti – 15. 3.
11. Leopoldo z Alpandeire – 15. 3.
12. Serafino z Pietrarubbia – 15. 3.
13. Margalida Amengual Campaner – 15. 3.
14. Luigia Mazzotta – 15. 3.
15. Nuno Álvares Pereira – 3. 7.
16. Esţfān al-Dwayhī – 3. 7.
17. Bernardino z Portogruara – 3. 7.
18. Giuseppe Di Donna – 3. 7.
19. Maria Barbara Maix – 3. 7.
20. Pius Keller – 3. 7.
21. Andrés-Hibernón Garmendia Mendizábal – 3. 7.
22. Chiara Badano – 3. 7.
23. Maria Troncatti – 12. 11.
24. Giacinto Bianchi – 6. 12.
25. Andreas van den Boer – 6. 12.
26. Maria Clara Galvão Meixa de Moura Telles – 6. 12.
27. Josep Tous Soler – 22. 12.

### Blahořečení
1. Giuseppina Nicoli – 3. 2. – náměstí baziliky Naší Paní v Bonaria, Cagliari (Itálie)
2. Celestina Donati – 30. 3. – katedrální bazilika Santa Maria del Fiore, Florencie (Itálie)
3. Candelaria Paz-Castillo Ramírez – 27. 4. – baseballový stadion Universidad Central de Venezuela, Caracas (Venezuela)
4. Maria od Vtělení Sordini – 3. 5. – Lateránská bazilika, Řím (Itálie)
5. Maria Rosa Flesch – 4. 5. – katedrála svatého Petra, Trevír (Německo)
6. Marta Wiecka – 24. 5. – Park Bogdan Chmielnecki, Lvov (Ukrajina)
7. Maria Giuseppina Catanea – 1. 6. – katedrála svatého Junária, Neapol (Itálie)
8. Jakub al-Haddād z Ghazīru – 22. 6. – Place des Martyrs, Bejrút (Libanon)
9. Hendrina Stenmanns – 29. 6. – divadlo Open-air v Steyl-Tegelen, Limburg (Německo)
10. Vincenza Maria Poloni – 21. 9. – Palazzetto dello Sport, Verona (Itálie)
11. Michał Sopoćko – 28. 9. – náměstí svatyně Božího milosrdenství, Białystok (Polsko)
12. Francesco Pianzola – 4. 10. – katedrála svatého Ambrože, Vigevano (Itálie)
13. Francesco Giovanni Bonifacio – 4. 10. – katedrální bazilika svatého Justuse, Trieste (Itálie)
14. Louis Martin – 19. 10. – bazilika svaté Terezie, Lisieux (Francie)
15. Marie-Azélie Guérin Martin – 19. 10. – bazilika svaté Terezie, Lisieux (Francie)
16. Petrus Kibe Kasui a 187 společníků – 24. 11. – Prefekturální baseballový stadion, Nagasaki (Japonsko)
17. José Olallo Valdés – 29. 11. – Plaza de La Caridad, Camagüey (Kuba)

### Svatořečení
1. María Bernarda Bütler – 12. 10. – Svatopetrské náměstí (Vatikán)
2. Gaetano Errico – 12. 10. – Svatopetrské náměstí (Vatikán)
3. Alphonsa Muttathupadathu – 12. 10. – Svatopetrské náměstí (Vatikán)
4. Narcisa de Jesús Martillo y Morán – 12. 10. – Svatopetrské náměstí (Vatikán)

## 2009

### Prohlášení za ctihodné
1. Juan de Palafox Mendoza – 17. 1.
2. Robert Spiske – 17. 1.
3. Carolina Beltrami – 17. 1.
4. María de la Purísima od Kříže – 17. 1.
5. Lliberada Ferrarons Vives – 17. 1.
6. Franz Joseph Rudigier – 3. 4.
7. Johann Evangelist Wagner – 3. 4.
8. Inocent z Caltagirone – 3. 4.
9. Terezie od Kříže – 3. 4.
10. María Inés Teresa od Nejsvětější Svátosti – 3. 4.
11. Marie de La Ferre – 3. 4.
12. Teresita od Dítěte Ježíše – 3. 4.
13. Irmã Dulce Pontes – 3. 4.
14. Giacomo Gaglione – 3. 4.
15. Benoîte Rencurel – 3. 4.
16. Engelmar Hubert Unzeitig – 3. 7.
17. Anna Maria Janer Anglarill – 3. 7.
18. Marie Serafina od Nejsvětějšího Srdce – 3. 7.
19. Teresa Manganiello – 3. 7.
20. Jakub z Bitetta – 19. 12.
21. Pius XII. – 19. 12.
22. Jan Pavel II. – 19. 12.
23. Louis Brisson – 19. 12.
24. Giovanni Quadrio – 19. 12.
25. Mary Ward – 19. 12.
26. Antonia Maria Verna – 19. 12.
27. Marie Klára Serafina od Ježíše – 19. 12.
28. Enrichetta Alfieri – 19. 12.
29. Giunio Tinarelli – 19. 12.

### Blahořečení
1. Raphaël-Louis Rafiringa – 7. 6. – venkovní divadlo Antsonjombe, Antananarivo (Madagaskar)
2. Émilie de Villeneuve – 5. 7. – Le Parc de Gourjade, Castres (Francie)
3. Eustachius Kugler – 4. 10. – katedrála svatého Petra v Řezno (Německo)
4. Ciriaco María Sancha Hervas – 18. 10. – katedrála Nanebevzetí Panny Marie, Toledo (Španělsko)
5. Carlo Gnocchi – 25. 10. – Piazza del Duomo, Milán (Itálie)
6. Zoltán Lajos Meszlényi – 31. 10. – bazilika svatého Štěpána, Budapešť (Maďarsko)
7. Marie-Alphonsine Danil Ghattas – 22. 11. – bazilika Zvěstování Panny Marie, Nazaret (Izrael)

### Svatořečení
1. Nuno Álvares Pereira – 26. 4. – Svatopetrské náměstí (Vatikán)
2. Geltrude Comensoli – 26. 4. – Svatopetrské náměstí (Vatikán)
3. Arcangelo Tadini – 26. 4. – Svatopetrské náměstí (Vatikán)
4. Bernardo Tolomei – 26. 4. – Svatopetrské náměstí (Vatikán)
5. Caterina Volpicelli – 26. 4. – Svatopetrské náměstí (Vatikán)
6. Rafael Arnáiz Barón – 11. 10. – Svatopetrské náměstí (Vatikán)
7. Francisco Coll Guitar – 11. 10. – Svatopetrské náměstí (Vatikán)
8. Damien de Veuster – 11. 10. – Svatopetrské náměstí (Vatikán)
9. Zygmunt Szczęsny Feliński – 11. 10. – Svatopetrské náměstí (Vatikán)
10. Jeanne Jugan – 11. 10. – Svatopetrské náměstí (Vatikán)

## 2010

### Prohlášení za ctihodné
1. Francesco Antonio Marcucci – 27. 3.
2. Janez Frančišek Gnidovec – 27. 3.
3. Luigi Novarese – 27. 3.
4. Henriette DeLille – 27. 3.
5. Maria Theresia Bonzel – 27. 3.
6. Marie Františka od Kříže – 27. 3.
7. Marie Felície od Ježíše v Nejsvětější Svátosti – 27. 3.
8. Basilio Martinelli – 1. 7.
9. María Antonia de Paz Figueroa – 1. 7.
10. Maria Kaupas – 1. 7.
11. Maria Luisa Prosperi – 1. 7.
12. María Teresa Albarracín Pascual – 1. 7.
13. Maria Plautilla Cavallo – 1. 7.
14. Antonio Palladino – 10. 12.
15. Bshārah Abū Mrād – 10. 12.
16. Maria Elisa Andreoli – 10. 12.
17. Marie Pilar od Nejsvětějšího Srdce – 10. 12.

### Blahořečení
1. Josep Samsó Elias – 23. 1. – bazilika Svaté Marie v Matarú, Barcelona (Španělsko)
2. Bernardo de Hoyos – 18. 4. – Plaza de Colón, Valladolid (Španělsko)
3. Angelo Paoli – 25. 4. – Lateránská bazilika, Řím (Itálie)
4. Josep Tous Soler – 25. 4. – bazilika Santa Maria del Mar, Barcelona (Španělsko)
5. Teresa Manganiello – 22. 5. – Piazza Risorgimento, Benevento (Itálie)
6. Maria Pierina de Micheli – 30. 5. – bazilika Panny Marie Sněžné, Řím (Itálie)
7. Jerzy Popiełuszko – 6. 6. – náměstí Piłsudski, Varšava (Polsko)
8. Manuel Lozano Garrido – 12. 6. – Eriazos de la Virgen Fairgrounds, Linares (Španělsko)
9. Alojzij Grozde – 13. 6. – aréna Petrol, Celje (Slovinsko)
10. Esţfān Nehmé – 27. 6. – náměstí kláštera svatých Cypriána a Justiny, Kfifan (Libanon)
11. Leopoldo z Alpandeire – 12. 9. – Armilla Air Base, Granada (Španělsko)
12. María de la Purísima Salvat Romero – 18. 9. – olympijský stadion, Sevilla (Španělsko)
13. John Henry Newman – 19. 9. – Cofton Park, Birmingham (Velká Británie)
14. Gerhard Hirschfelder – 19. 9. – katedrála svatého Pavla, Münster (Německo)
15. Chiara Badano – 25. 9. – svatyně Naší Paní Božské lásky, Řím (Itálie)
16. Anna Maria Adorni – 3. 10. – katedrála Santa Maria Assunta, Parma (Itálie)
17. Alfonsa Clerici – 23. 10. – katedrála svatého Eusebia, Vercelli (Itálie)
18. Szilárd Ignác Bogdánffy – 30. 10. – katedrála svatého Ladislava, Oradea (Rumunsko)
19. Maria Bárbara Maix – 6. 11. – Ginásio Gigantinho, Porto Alegre (Brazílie)

### Svatořečení
1. André Bessette – 17. 10. – Svatopetrské náměstí (Vatikán)
2. Cándida María Cipitria y Barriola – 17. 10. – Svatopetrské náměstí (Vatikán)
3. Mary MacKillop – 17. 10. – Svatopetrské náměstí (Vatikán)
4. Giulia Salzano – 17. 10. – Svatopetrské náměstí (Vatikán)
5. Stanisław Kazimierczyk – 17. 10. – Svatopetrské náměstí (Vatikán)
6. Camilla Battista da Varano – 17. 10. – Svatopetrské náměstí (Vatikán)

## 2011

### Prohlášení za ctihodné
1. Antonio Franco – 14. 1.
2. Johann Baptist Jordan – 14. 1.
3. Nelson Baker – 14. 1.
4. Faustino Pérez-Manglano Magro – 14. 1.
5. Francisca Paula de Jesús – 14. 1.
6. Thomas Kurialacherry – 2. 4.
7. Théophanius-Léo Châtillon – 2. 4.
8. Maria Chiara Damato – 2. 4.
9. Maria Dolores Inglese – 2. 4.
10. Irene Stefani – 2. 4.
11. Bernhard Lehner – 2. 4.
12. Giovanni Marinoni – 27. 6.
13. José María García Lahiguera – 27. 6.
14. Mathew Kadalikkattil – 27. 6.
15. Raffaele Dimiccoli – 27. 6.
16. Zofia Czeska-Maciejowska – 27. 6.
17. Maria Giuseppina Benvenuti – 27. 6.
18. Laura Meozzi – 27. 6.
19. Luigia Tincani – 27. 6.
20. Donato Giannotti – 19. 12.
21. Marie-Eugéne Grialou – 19. 12.
22. Alphonse-Marie Eppinger – 19. 12.
23. Małgorzata Szewczyk – 19. 12.
24. Assunta Marchetti – 19. 12.
25. Maria Julitta Ritz – 19. 12.
26. Marianna Amico Roxas – 19. 12.

### Blahořečení
1. Jan Pavel II. – 1. 5. – Svatopetrské náměstí (Vatikán)
2. Giustino Maria Russolillo – 7. 5. – ulice Comunale Pallucci, Neapol (Itálie)
3. Georg Häfner – 15. 5. – katedrála svatého Kiliana, Würzburg (Německo)
4. Maria Clara Galvão Meixa de Moura Telles – 21. 5. – Estádio do Restelo, Lisabon (Portugalsko)
5. Irmã Dulce Pontes – 22. 5. – Parque de Exposição, Salvador da Bahia (Brazílie)
6. Maria Serafina Micheli – 28. 5. – Campo Sportivo “Santa Maria di Chiazzano”, Benevento (Itálie)
7. Juan de Palafox y Mendoza – 5. 6. – katedrála La Asunción, El Burgo de Osma (Španělsko)
8. Alojs Andricki – 13. 6. – katedrála Sanctissimæ Trinitatis, Drážďany (Německo)
9. Marguerite Rutan – 19. 6. – Les Arènes, Dax (Francie)
10. Johannes Prassek – 25. 6. – farnost Herz Jesu, Lübeck (Německo)
11. Eduard Müller – 25. 6. – farnost Herz Jesu, Lübeck (Německo)
12. Hermann Lange – 25. 6. – farnost Herz Jesu, Lübeck (Německo)
13. Serafino Morazzone – 26. 6. – náměstí katedrály Santa Maria Nascente, Milán (Itálie)
14. Enrichetta Alfieri – 26. 6. – náměstí katedrály Santa Maria Nascente, Milán (Itálie)
15. Clemente Vismara – 26. 6. – náměstí katedrály Santa Maria Nascente, Milán (Itálie)
16. János Scheffler – 3. 7. – katedrála Înălţarea Domnului, Satu Mare (Rumunsko)
17. Elena Aiello – 14. 9. – Stadio San Vito, Cosenza (Itálie)
18. Francesco Paleari – 17. 9. – kostel Malého domu prozřetelnosti, Turín (Itálie)
19. Maria Jula Ivanišević a 4 společnice – 24. 9. – Olimpijska Dvorana Zetra, Sarajevo (Bosna a Hercegovina)
20. Antonia Maria Verna – 2. 10. – katedrála Maria Assunta in Ivrea, Turín (Itálie)
21. Anna Maria Janer Anglarill – 8. 10. – Pàrquing Dr. Peiró, Urgell (Španělsko)
22. María Catalina Irigoyen Echegaray – 29. 10. – katedrála La Almudena, Madrid (Španělsko)
23. Carl Lampert – 13. 11. – farnost svatého Martina, Dornbirn (Rakousko)
24. Francisco Esteban Lacal a 21 druhů – 17. 12. – katedrála La Almudena, Madrid (Španělsko)

### Svatořečení
1. Guido Maria Conforti – 23. 10. – Svatopetrské náměstí (Vatikán)
2. Luigi Guanella – 23. 10. – Svatopetrské náměstí (Vatikán)
3. Bonifacia Rodríguez Castro – 23. 10. – Svatopetrské náměstí (Vatikán)

## 2012

### Prohlášení za ctihodné
1. Félix Varela y Morales – 14. 3.
2. Raffaello Delle Nocche – 10. 5.
3. Frederic Baraga – 10. 5.
4. Pasquale Uva – 10. 5.
5. Baltasár Pardal Vidal – 10. 5.
6. Francisco de Paula Victor – 10. 5.
7. Jacques Sevin – 10. 5.
8. María Josefa Recio Martín – 10. 5.
9. Teresa Demjanovich – 10. 5.
10. Emilie Engel – 10. 5.
11. Rachele Ambrosini – 10. 5.
12. Maria Bolognesi – 10. 5.
13. Sisto Riario Sforza – 28. 6.
14. Fulton Sheen – 28. 6.
15. Álvaro del Portillo – 28. 6.
16. Louis Tijssen - 28. 6.
17. Cristóbal Fernández de Valladolid – 28. 6.
18. Marie-Josephte Fitzbach – 28. 6.
19. Mary Angeline Teresa McCrory – 28. 6.
20. Mária Margit Bogner – 28. 6.
21. Fernanda Riva – 28. 6.
22. Pavel VI. – 20. 12.
23. Francesco Saverio Petagna – 20. 12.
24. Juan José Jaime Bonal Cortada – 20. 12.
25. Louis-Marie Baudouin – 20. 12.
26. Giovannina Franchi – 20. 12.
27. Luisa Aveledo y Aveledo – 20. 12.
28. Claudia Russo – 20. 12.
29. Rosa Elena Cornejo Pazmiño – 20. 12.
30. Klara Ludwika Szczęsna – 20. 12.
31. Joaquina María Mercedes Barcelo Pages – 20. 12.

### Blahořečení
1. Hildegard Burjan – 29. 1. – katedrála svatého Štěpána, Vídeň (Rakousko)
2. María Inés Teresa Arias Espinosa – 21. 4. – bazilika Panny Marie Guadalupské, Ciudad de Méxiko (Mexiko)
3. Giuseppe Toniolo – 29. 4. – bazilika svatého Pavla za hradbami, Řím (Itálie)
4. Pierre-Adrien Toulorge – 29. 4. – katedrála Notre-Dame, Coutances (Francie)
5. Marie-Louise-Élisabeth de Lamoignon – 27. 5. – Espalanade du Port, Vannes (Francie)
6. Jean-Joseph Lataste – 3. 6. – Parc des Expositions Micropolis, Besançon (Francie)
7. Cecilia Eusepi – 17. 6. – Piazza della Bottata, Nepi (Itálie)
8. Mariano Arciero – 24. 6. – Terme del Tufaro, Contursi Terme (Itálie)
9. Louis Brisson – 22. 9. – katedrála svatého Petra a Pavla, Troyes (Francie)
10. Gabriele Maria Allegra – 29. 9. – katedrála Zvěstování Panny Marie, Acireale (Itálie)
11. Bedřich Bachstein a 13 společníků – 13. 10. – katedrála svatého Víta, Václava a Vojtěcha, Praha (Česko)
12. Maria Luisa Prosperi – 10. 11. – katedrála Nanebevzetí Panny Marie, Spoleto (Itálie)
13. María Crescencia Pérez – 17. 11. – Circuito “El Panorámico”, Buenos Aires (Argentina)
14. Maria Troncatti – 24. 11. – Coliseo La Loma, Morona Santiago (Ekvádor)
15. Devasahayam Pillai – 24. 11. – Carmel Higher Secondary School Campus, Nágarkóil (Indie)

### Svatořečení
1. Hildegarda z Bingenu – 10. 5. – Apoštolský palác, Vatikán (Itálie) – Ekvivalentní
2. Jacques Berthieu – 21. 10. – Svatopetrské náměstí (Vatikán)
3. Pedro Calungsod – 21. 10. – Svatopetrské náměstí (Vatikán)
4. Marianne Cope – 21. 10. – Svatopetrské náměstí (Vatikán)
5. Giovanni Battista Piamarta – 21. 10. – Svatopetrské náměstí (Vatikán)
6. Carmen Sallés y Barangueras – 21. 10. – Svatopetrské náměstí (Vatikán)
7. Anna Schäffer – 21. 10. – Svatopetrské náměstí (Vatikán)
8. Kateri Tekakwitha – 21. 10. – Svatopetrské náměstí (Vatikán)

### Prohlášení za učitele církve
1. Hildegarda z Bingenu – 7. 10.
2. Jan z Avily – 7. 10.